# Рибље језеро
Рибље језеро се налази на Дробњачкој (Језерској) површи Дурмитора. Настало је акумулацијом воде у међуморенском удубљењу, које је заостало после отапања ледника.

## Опис језера
Површина му је 42.400 m², а запремина 85.280 m³. За вријеме љета је дубоко 5.5 m. Обала је дугачка 840 m и слабо разуђена.
Приобални појас је скоро са свих страна претворен у тресаву. Већи дио басена је под хидрофилном вегетацијом. Она се распада и на тај начин смањује чистоћу језерске воде. 
У близини Рибљег језера су стећци старог народа, познатог под називом Кричи. 